# Lussorio Bosu
Lussorio Bosu (Orotelli, 9 novembre 1923 – Roma, 4 giugno 1944) è stato un poliziotto italiano, martire della resistenza italiana.

## Biografia
Nato in Sardegna, a Orotelli, Lussorio Bosu entrò giovanissimo nella Polizia di Stato come Guardia Ausiliaria. Prestava servizio presso il Commissariato di San Lorenzo, a Roma, durante l’occupazione nazifascista. Il 4 giugno 1944, giorno della liberazione di Roma, Bosu fu ucciso in circostanze legate agli scontri con le forze tedesche e italiane fedeli al regime in ritirata. In servizio di pattuglia insieme al collega Francesco Rezza, venne catturato dagli uomini del Battaglione Autonomo Paracadutisti Nembo; poiché questi ultimi avevano notato al bavero dei poliziotti le stellette del Regio Esercito al posto dei "fasci" o dei "gladi" dell'esercito nazionale repubblicano, i due furono portati nell'Istituto di Botanica dell'Università di Roma, che i fascisti avevano trasformato nel loro centro di comando. Lì i due agenti di Pubblica Sicurezza furono torturati e poi fucilati.

## Memoria
Il suo nome è inserito nel Sacrario Virtuale della Polizia di Stato, che commemora gli agenti caduti in servizio. In ricordo del sacrificio degli agenti ausiliari Bosu e Rezza è stata apposta una lapide all'interno dell'Istituto di Botanica dell'Università di Roma.